# Li-Fi

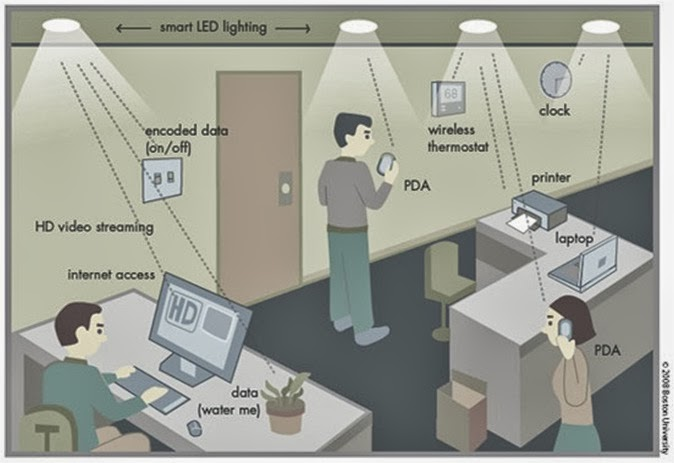
Комната, оборудованная Li-Fi

Li-Fi (Light Fidelity) — это двунаправленная беспроводная коммуникационная технология, передающая данные вместе со светом от комнатных источников освещения. Термин был придуман Харальдом Хаасом по аналогии с технологией Wi-Fi, использующей радиоволны. Таким образом, Li-Fi принадлежит к технологиям VLC (от англ. Visible light communications).

## Детали технологии
Эта технология использует свет от светодиодов (LED) в качестве носителя информации. Связь с использованием видимого света работает путём переключения подачи напряжения на светодиоды на очень высокой частоте, незаметной для человеческого глаза. Световые волны не могут проникать через стены, поэтому радиус действия Li-Fi невелик.
PureLiFi — пример первой доступной для потребителя Li-Fi системы. Она была представлена в 2014 году на Mobile World Congress в Барселоне.
Bg-Fi — Li-Fi система, состоящая из приложения для мобильного устройства и простого устройства, как например, IoT-устройства с датчиком света, микроконтроллером и встроенным программным обеспечением. Свет от дисплея мобильного устройства отправляется на датчик света, который преобразует свет в цифровую информацию. Светоизлучающие диоды позволяют синхронизироваться с мобильным устройством.
Прогнозируется, что среднегодовой темп роста Li-Fi рынка составит 82 % между 2013 и 2018 годами и будет составлять более 6 млрд $ в год к 2018 году.

## История
Харальд Хаас, который преподает в университете Эдинбурга в Великобритании, утверждает, что изобрёл Li-Fi. Он является пионером использования термина Li-Fi и соучредителем pureLiFi.
С другой стороны, группа китайских учёных из университета Фудань рассматривается в качестве изобретателей технологии.

## Стандарты
Как и Wi-Fi, Li-Fi использует протоколы, аналогичные IEEE 802.11, но он использует электромагнитные волны диапазона видимого света (вместо волн радиодиапазона, аналогичные IEEE 802.3, но без использования оптоволокна), который имеет гораздо более широкую полосу пропускания.
Стандарт IEEE 802.15.7 определяет физический уровень (PHY) и уровень управления доступом к среде (MAC).
Стандарт определяет три физических (PHY) уровня с разными пропускными способностями:
- PHY I был создан для наружного применения и работает на скоростях от 11,67 Кбит/с до 267,6 Кбит/сек.
- PHY II позволяет достигать скоростей передачи данных от 1,25 Мбит/с до 96 Мбит/сек.
- PHY III предназначен для множественных источников с определённым методом модуляции: Color Shift Keyring (CSK), что можно перевести как «Манипуляция смещением длины волны». PHY III может достигать скорости от 12 Мбит/с до 96 Мбит/сек[10].
- На выставке CES 2021 компания Kyocera SLD Laser (KSLD) объявила о запуске производства LaserLight — первого в мире полупроводникового источника двойного излучения: белого света и инфракрасного. Лазерный диод LaserLight нацелен как на промышленное, так и на бытовое применение. Он подойдёт для фар автомобилей, для освещения домов, улиц, для лидаров в системах помощи водителям и в автопилотах, а также для устройства беспроводной световой связи LiFi со скоростью передачи до 20 Гбит/с.

В июле 2023 года был принят стандарт IEEE 802.11bb, использующий околоинфракрасные волны 800-1000 нм и предлагающий скорости передачи от 10 Мбит/с до 9,6 Гбит/с.

## Преимущества и недостатки[13]
Преимущества:
- Простота и дешевизна реализации;
- Не требуется лицензии на использование;
- Отсутствие радиодиапазона в технологии;
- Видимый свет не вступает в противоречие с другими электромагнитными частотами, поэтому технологию Li-Fi можно применять, например: на борту самолёта или в медицинских учреждениях.
- Безопасность: работает только в пределах помещения, злоумышленники не смогут дистанционно подключаться к Li-Fi пользователя, а чтобы взломать, злоумышленнику потребуется проникнуть в жилье и подключиться к сети пользователя для дальнейшего взлома.

Недостатки:
- Обязательная прямая видимость между приемником и передатчиком;
- При яркой засветке, например, солнечным светом, возможны сбои и ошибки в работе.
- Li-Fi работает только внутри световых конусов и, если выйти из него, связь потеряется.